# 中井浩
中井 浩（なかい ひろし、1927年1月23日 - 1992年2月19日）は日本の情報科学者、図書館学者。
今猿人（こんさると）の筆名もある。美学者で国立国会図書館初代副館長の中井正一の長男。

## 経歴
1927年1月23日、京都府で誕生。名古屋大学理学部では理論物理学（素粒子論）を専攻。広島大学理論物理学研究所助手を経て、副館長をしていた父・正一の逝去の翌年から、国立国会図書館に勤める。工業技術院、科学技術庁に出向。高度経済成長を支えた多くの技術移転にかかわった。日本科学技術情報センター（現、科学技術振興機構）の設立に参加。日本の情報検索、データベース分野の草分けとなる。同センター監事。東京大学教育学部、慶應義塾大学文学部、産業能率短期大学（現、産業能率大学）講師（兼任）。常磐大学人間科学部教授。
1992年2月19日、肝細胞癌により死去。

## 略歴
- 1947年、宮崎県立工業専門学校（現宮崎大学工学部）を卒業。
- 1951年、名古屋大学理学部物理学科を卒業。広島大学理論物理学研究所助手に就任。
- 1953年、国立国会図書館一般考査部に勤務。
- 1954年、国立国会図書館司書に就任。工業技術院調査部に出向。
- 1956年、科学技術庁調査普及局に出向。
- 1957年、日本科学技術情報センターに出向。
- 1983年、日本科学技術情報センター監事に就任。
- 1985年、常磐大学人間科学部教授に就任。
- 1992年2月19日、肝細胞癌により逝去。

## 業績
中井が国会図書館から工業技術院に出向した当時、日本は戦後復興から高度経済成長への転換期を迎えていた。工業界、科学技術界はすでに戦前の水準まで復興していたが、さらなる成長のためには海外からの技術移転が不可欠であった。中井は土木工学、レーザー技術をはじめ多くの最新技術の導入、普及にかかわった。
技術移転を成功させるため、知識や情報の体系的な蓄積と提供が強く望まれるようになり、当時、一般利用が始まっていたコンピュータを用いた科学技術情報の情報検索サービスの構築が計画され、その母体となる日本科学技術情報センター（JICST）が設立された。中井はその設立メンバーとなり、システム構築に必要なデータベース技術を得るため単身米国に派遣され調査、導入にあたった（渡米中の激務と心労から中井は急性胃潰瘍から胃穿孔・大出血を起こし緊急手術を受けている。この時の輸血から肝炎ウイルスに感染し、後年の肝細胞癌の原因となった）。中井らの努力は1976年、日本初の本格的な科学技術情報検索サービスJOIS（JICST Online Information System）として結実した。
日本規格協会規格情報管理委員会委員長をはじめ、通商産業省産業構造審議会、データベース振興協会、日本電子工業振興協会、日本情報科学技術協会などで要職を務めた。
学術面での業績は、データベース、情報検索、通信系に関する基礎的研究、意味分析と知識構造の記述法研究、自然言語解析、図書館における資料の主題分析と抄録標準化の研究、オペレーションズ・リサーチ、思考工学、テクニカル・コンサルテーションに関する著作など多岐にわたる。また、情報政策や情報社会論に関する先駆的な業績もある。
勲四等瑞宝章受章。

## 著書
- 思考工学入門（ダイヤモンド社、1964年）
- コンピュータ経営（河出書房、1968年、共著）
- 情報検索システム（日本経営出版会、1971年、共著）
- 論理と情報の世界（ダイヤモンド社、1970年、共著）
- 中井正一 論理とその実践（てんびん社、1972年、編著）
- コミュニケーションの構造（ダイヤモンド社、1974年）